# Jean-Paul Sartre
Jean-Paul Sartre (teljes nevén Jean-Paul Charles Aymard Sartre) (Párizs, 1905. június 21. – Párizs, 1980. április 15.) irodalmi Nobel-díjas francia dráma- és regényíró, irodalomkritikus, politikai aktivista, valamint az ateista egzisztencializmus képviselőjeként a 20. századi francia filozófia egyik vezéralakja.

## Életútja

### Gyermekkor
Jean-Paul Sartre tizenöt hónapos volt, amikor tengerésztiszt apja, Jean-Baptiste Sartre meghalt. Jean-Pault anyja, Anne-Marie Schweitzer (Albert Schweitzer unokatestvére) apjával, Charles Schweitzerrel együtt nevelte. Charles Schweitzer, a német nyelv professzora, unokáját már kiskorától kezdve matematikára tanította, és rendre megismertette vele az irodalom klasszikusait. Jean-Paul kezdetben szülővárosában, Párizsban élt, de amikor 1917-ben anyja újra férjhez ment, a család La Rochelle-be költözött.

### Ifjúkor
Az 1920-as évektől kezdve Sartre-t egyre jobban vonzotta a filozófia. Nagy érdeklődéssel olvasta Henri Bergson Essai sur les données immédiates de la conscience című művét, melyet több más filozófiai munka tanulmányozása követett. Erősen hatottak rá a nyugati filozófusok, többek között Immanuel Kant, Georg Wilhelm Friedrich Hegel, Edmund Husserl és Martin Heidegger. Párizsban az elsőrendű École normale supérieure-ben tanult, ahol 1929-ben doktorátust szerzett filozófiából; a magasfokú végzettséget nyújtó intézmény sok francia gondolkodónak volt alma matere. Ugyanebben az évben találkozott Simone de Beauvoir-ral, aki ebben az időben a Sorbonne-on tanult. Beauvoir Sartre mellett fejlesztette ki írói készségét, és feminista filozófiáját. Bár a monogámiát mint életformát visszautasították, életük végéig kitartottak egymás mellett. Együtt kérdőjelezték meg nevelésük kulturális és társadalmi elvárásait, melyeket mindketten a burzsoázia begyepesedett gondolkodásmódjának tulajdonítottak. A konfliktus az elnyomó, szellemromboló (mauvais foi, szó szerint "rossz hit", vagy "hiedelem") és az "igaz," szabad létezés között Sartre korai munkáiban domináló témává vált, így szerves része fő filozófiai művének a A lét és a semmi-nek is (L'Être et le Néant, 1943).
1931-től 1945-ig tanárként dolgozott. Ezekben az években bejárta Egyiptomot, Görögországot és Olaszországot. 1933-1934 között Berlinben tanulmányozta tovább a német filozófus Edmund Husserl és Martin Heidegger írásait.

### Sartre és a második világháború
Az 1930-as években már egy csoport gondolkodó gyűlt össze körülötte egy párizsi kávézóban. Sartre gondolkodásának középpontjában az emberi szabadság állt. Hitvallása szerint az ember azzá lesz, amivé teszi magát: mivel a szabadságunk adott, lépten-nyomon választanunk kell, ami felelősséggel ruház fel bennünket. Etikai téren ez a fajta felelősség vált írásainak fő motívumává.
1939-ben besorozták a francia hadseregbe, ahol mint meteorológus szolgált. 1940-ben a németek Padoux-ban elfogták, majd hadifogolytáborba zárták. Előbb Nancy-ban, majd Trierben töltött – összesen kilenc hónapi fogság után – 1941-ben kiszabadult (kevésbé megbízható források szerint megszökött). Visszatérve Párizsba tanári állást talált magának a Neuilly-sur-Seine-i Pasteur Líceumban, és csatlakozott az ellenállási mozgalomhoz (Socialisme et Liberté) ahová Simone de Beauvoir és több más író is követte. Megalapított egy irodalmi és politikai folyóiratot Les Temps modernes (Új idők) címmel, és ezzel együtt életét teljes egészében az irodalomra és a politikai aktivitásra összpontosította. Soha nem volt a Francia Kommunista Párt tagja, jóllehet együttműködött velük. Amikor Albert Camus író- és filozófustársa, akivel szoros kapcsolatban állt, 1940-ben élesen kritizálta a sztálinizmust, Sartre még azon morfondírozott, hogy kövesse-e barátja példáját. Camus írása, a Lázadó ember (L'homme révolté, 1951) végül kettejük barátságának végét jelentette.

### A háború után – a Szovjetunió kritikája
Amikor a Socialisme et Liberté mozgalom szétesett, Sartre az aktív ellenállás helyett az írás mellett döntött. Számos legális és illegális folyóiratba küldött értekezéseket; ekkoriban írta A lét és a semmi című filozófiai munkáját, azonkívül A legyek és a Zárt tárgyalás című színdarabjait is. Ezeket a német megszállók nem cenzúrázták. Háborús tapasztalatait a A szabadság útjai című regénytrilógiában dolgozta fel (1945–1949).
1953-ban, Sztálin halála után elismerte a szovjet rendszer kritikájának jogosságát, jóllehet védte a szovjet államot. A következő évben el is látogatott a Szovjetunióba, ahol rendkívül szívélyesen fogadták. Fordítójával, Lenyina Alekszandrovna Zonyinával szerelmi viszonyba bonyolódott. 1956-ban felszólalt a magyarok szabadsága ügyében, elítélve a szovjet megszállást, de nem a szovjet embereket. 1968-ban bírálta a Csehszlovákiát megtámadó Varsói Szerződés országait, illetve magát a szerződést is. Politikai állásfoglalása többször veszélybe sodorta. A Szovjetunióban személyesen kritizálta Nyikita Hruscsov-ot. 1961-ben pedig – vélhetően az algériai önrendelkezés, és az algériai háború ügyében képviselt álláspontja miatt – bomba robbant Bonaparte utcai lakásánál.

### Utolsó évek
Élete vége felé szorosan bekapcsolódott a vietnámi háború elleni mozgalomba. Az Új Baloldal nevű pártban nagyon népszerű volt, és az Algériát sújtó francia gyarmatosító politika elleni erőfeszítései hamar ismertté tették a harmadik világban. 1970-ben letartóztatták, mert az utcán árusított betiltott maoista írásokat. Jól ismerte Mao Ce-tung műveit. 1955-ben Beauvoirral egyetemben ellátogatott Kínába, de az 1960-as évek elején a kubai gazdasági és társadalmi forradalom azonban jobban lekötötte az érdeklődését. Találkozott Fidel Castróval és Che Guevarával is.
Gustave Flaubert életrajza, a L'Idiot de la famille volt utolsó nagy műve, amit már nem tudott befejezni. 1973-tól kezdve látása egyre romlott, és halála előtt már szinte teljesen vak volt. Párizsban halt meg 1980. április 15-én, tüdőödémában. A párizsi Cimetière de Montparnasse temetőjében nyugszik. Temetésén mintegy 20 000 ember vett részt.

## Életműve

### A filozófiai kezdetek
Sartre szinte már a kezdetektől arra készült, hogy híres író legyen; célja az volt, hogy az irodalmi és a filozófiai alkotás egységét megvalósítsa. Tudatosan készült filozófus-írói hivatására, így már az École normale supérieure hallgatójaként egy saját, önálló filozófiai gondolatrendszer kialakítására törekedett; ehhez René Descartes, Immanuel Kant és Benedictus Spinoza műveihez nyúlt vissza. Különösen „Descartes forradalmi gondolkodását” tartotta nagyra – a nagy racionalista gondolkodó iránt érzett tisztelete élete végéig megmaradt.

### Találkozás a fenomenológiával
Sartre következő nagy hatású filozófiai találkozására 1933-34-es németországi tartózkodása alatt került sor, amikor először ismerkedett meg Edmund Husserl és Martin Heidegger műveivel. Ezután négy teljes évet szentelt a husserli fenomenológia elmélyült tanulmányozásának.
Ennek a korszaknak a gyümölcse Az ego transzcendenciája (La Transcendance de l'Ego, 1937) című Husserl-kritika, és az Egy emócióelmélet vázlata (Esquisse d'une théorie des émotions, 1938) című munka. Ez idő alatt Sartre létrehozta saját fenomenológia-koncepcióját, amely későbbi filozófiai tevékenységének alapját képezte.
Az ego transzcendenciája markáns Husserl-kritika, amelyben Sartre a „transzcendentális ego” fogalmának bevezetéséért bírálta a fenomenológia atyját: Sartre szerinte Husserl az új fogalommal megzavarta a tudat puszta áttetszőségét, beleültetve az ember egy „szellemi részecskéjét”. Sartre egy korábbi husserli tudatfogalomhoz való visszatérést sürgetett, hangsúlyozván, hogy a tudat elsődlegesen a tárgyra irányul – a tárgyról való tudatról van szó, és nem a tárgy tudatáról. Ezzel Sartre visszaállította a világ és a tudat harmóniáját: a tudat a világból meríti létezését, valamint világ és tudat kölcsönös függésben vannak egymással.
Az Egy emócióelmélet vázlata a husserli fenomenológia azon hagyományaihoz kapcsolódik, amely valóban tudományos, ámde filozófiailag is megalapozott pszichológia alapjait kívánta lerakni. A mű célja az volt, hogy meghatározza az érzelmek fogalmát. Sartre a különböző emotív viselkedéseket mágikus magatartásoknak tartja, amelyek segítségével az ember átformálja a világot. Az érzelmeken keresztül ugyanakkor az ember nem csupán megváltoztatja a környező világot, hanem át is éli, a racionális helyett mágikus módon ragadva meg azt.

### Fontosabb prózai művek
Bár Sartre elsősorban írónak készült, és másodsorban filozófusnak, filozófusi színrelépése mégis megelőzi első irodalmi munkáinak megjelenését. Ugyanakkor irodalmi írásai a sartre-i gondolatok kibontásának, konkrét formában való megjelenítésének fontos eszközei.
Sartre első és talán legjelentősebb regényében, Az undor-ban (La nausée, 1938) már felveti azokat a filozófiai gondolatokat, amelyeket majd A lét és a semmi című filozófiai főművében dolgoz ki tételesen. A regény címében szereplő diszpozíció, az undor, voltaképpen a főhős talajvesztettségére, vagyis világképének érvénytelenné válásara utal. A mű arról a folyamatról szól, ahogyan a főhős, Antoine Roquentin, kénytelen szembesülni azzal, hogy a világról és annak rendjéről való elképzelései tévesek voltak; hiszen a világnak semmilyen kívülről jövő vagy szükségszerű rendje nincsen – minden efféle csupán az emberi elme szüleménye: valójában a világ esetleges, önmagukban értelmetlen létezések összessége. Roquentinnek arra is rá kell döbbennie, hogy az ember is esetleges létező, akinek a léte ugyanolyan értelmetlen, mint a tárgyaké, amelyek körülveszik.
A fal (Le mur, 1938) című kötet hat novellát tartalmaz, amelyek főként a rosszhiszeműség, a másik ember problémái, és a halál ténye által felvetett kérdéseket boncolgatják.
Közülük a leghíresebb talán az Egy vezér gyermekkora című novella, amely Lucien Fleurier, egy gyártulajdonos fia identitásának formálódásáról szól. Lucien már kora gyermekkorában megtapasztalja azt, hogy nem rendelkezik szilárd, belülről fakadó személyiséggel. Sodródása során a legkülönbözőbb kalandokba keveredik, és folyamatosan analizálja önmagát, hogy valami olyan kritériumra bukkanhasson, ami meghatározná, hogy kicsoda is valójában; törekvése azonban sikertelen. Csatlakozik egy antiszemita csoporthoz, és a legegyszerűbb megoldást választja: a többi személy róla alkotott képe alapján hozza létre identitását. Végül is elfogadja azt a szerepet, amelyet a társadalom készen kínál a számára. Ebben a novellában már megjelenik a sartre-i emberkép és a rosszhiszeműség gondolata. A kötet címadó novellája a főszereplő halállal való szembesülésének különösen érzékletes leírása.

### Az első összegzés: A lét és a semmi
A lét és a semmi Sartre első korszakának legfontosabb filozófiai műve. A kötettel Sartre fenomenológiai ontológiát, vagyis lételméletet kívánt létrehozni – ezzel folytatva Martin Heidegger törekvéseit.
Ontológiai alapvetéseit tekintve Sartre e műve a létet két mereven elválasztott régióra osztja: Az egyik az önmagában-való, szűkebben értelmezett lét, a másik az önmagáért-való létfogalom, vagyis az egyedi ember sajátságos létmódja. Szemben az önmagában-valóval, amely létezik, és teljesen azonos önmagával, az önmagáért-való képes viszonyulni önmagához, ezt azonban azért teheti, mert képes önmaga és a világ semmítésére – vagyis nem a saját létéről, hanem a saját semmijéről van szó.< Ez a tény, vagyis hogy az önmagáért-való képes önmaga és a környező világ semmítésére, azt vonja maga után, hogy az önmagáért-való lényegében szabad. Sartre ontológiájának az egyik legfontosabb megállapítása, hogy mind az önmagában-való, mind az önmagáért-való létezés esetleges, véletlenszerű.
Az önmagáért-való fő törekvése, hogy megalapozza önmagát, és ezáltal egyesítse az önmagában-való és az önmagáért-való létezésének módját (amelyet Sartre a keresztény Isten létezési módjával azonosít), ily módon szükségszerűvé téve saját esetleges létezését – ez a törekvése azonban kudarcra van ítélve, mert ellentmondásos. A sartre-i ontológia tehát lényegében ateista alapokon áll.
Tehát az önmagáért-való és az önmagában-való egyfajta kitörölhetetlen és áthidalhatatlan esetlegesség-komponensként van jelen: ez a fakticitás. A fakticitás természeténél fogva kizárólag csak az emberi létre jellemző létezési módként adatott meg számunkra. Ez a mód úgy nyilvánul meg, hogy a világ elrendezetten jelenik meg az emberek számára – ez az elrendezettség pedig nem más, mint maga az emberi test. Az, hogy a test maga milyen, az mindig esetleges, de az önmagáért-való szükségszerűen testként létezik. Testfelfogását tekintve tehát Sartre határozottan szembefordult a karteziánus tradícióval: állította, hogy lélek és test nem választható szét egymástól; a lélek mindig szükségképpen a test nézőpontjából szemléli, ismeri meg, és hatol bele a világba.
Sartre lételméletének másik fontos sajátossága az interszubjektivitás. A többi ember, vagyis szubjektum – Sartre terminológiájában: a Másik – létét a szégyenérzet nyilvánítja meg előttünk, amelynek során önmagunkat mint mások számára látható lényeket érzékeljük, és egyúttal elismerjük, hogy olyanok vagyunk, amilyennek mások látnak minket. Ennek lehetségességét Sartre úgy magyarázza, hogy a Másikat közvetlen szemlélet által fogjuk fel, éppen olyan közvetlenül, ahogyan Descartes „Gondolkodom, tehát vagyok” tétele evidenciaként jeleníti meg számunkra létünket. Sartre szerint létezik egy ilyen, a Másik létét önmagunk létéhez hasonlóan bizonyító evidencia (cogito) is; ez teszi lehetővé, hogy a Másikat mint szubjektumként is észleljük, és nemcsak objektumként. Szubjektumvoltából fakadóan a Másik arra is képes, hogy megfigyeljen bennünket, és ezáltal ítéletet alkosson rólunk. A Másik jelenléte teszi lehetővé, hogy tulajdonságainkat az objektivitás módján is át tudjuk gondolni. Ebből adódóan a Másikhoz való viszonyulásunk is problematikus, hiszen vagy szubjektumként fordulunk a Másik felé, és ekkor őt tárggyá fokozzuk le, vagy pedig őt tekintjük szubjektumnak, és ezáltal mi magunkat tesszük tárggyá előtte. Sartre a szerelem érzését is a Másik fogalmán keresztül magyarázza: eszerint az ember azért akar egyesülni a Másikkal, hogy szükségszerűvé tegye saját létezését; e törekvése azonban szintén kudarcra van ítélve.
Az önmagáért-való számára lenni annyi, mint cselekedni; cselekvésére azonban mindig az eleve megadott tényezők egy adott kontextusában – a szituációban – kerül sor. Az önmagáért-való cselekvése során megváltoztatja, és meghaladja a szituációt. Az azonban, hogy a szituációt milyen módon változtatja meg, kizárólag az egyén döntése, amelyet semmilyen – sem külső, sem belső – tényező nem befolyásolhat. Sartre nem fogadja el, hogy a cselekvő szubjektum érzelmi állapota meghatározhatja annak cselekedeteit, hiszen a szubjektum éppen utólagosan, a döntés meghozatalát követően jelöli meg a cselekvés tényezőinek egy csoportját indítóokként.
A lét és a semmi egyik központi gondolata: mivel nem fogadhatunk el semmiféle a priori igazságot, ezért nem létezik eleve adott emberi lényeg sem. Az ember az egyes szituációkban hozott döntésekkel építi önmagát. Ez a meggondolás lesz a sartre-i etika alapja is. Sartre Az egzisztencializmus az humanizmus (L’existentialisme est une humanisme, 1946) című munkájában az egyéni morál felépítését a művészi alkotás folyamatához hasonlítja. Ha képet festünk, akkor sem állnak rendelkezésre olyan általános szabályok, amelyek minden kép esetében meghatároznák, hogy miért A és B pont közé kell behúzni egy ecsetvonást, és miért nem C és D pont közé. Ugyanakkor azonban az elkészült képet különféle – az egyes képre vonatkozó – szempontok alapján ítélhetjük meg (pl. koherencia, eredetiség stb.). Hasonlóképpen, a döntéshozatal során sem nyújthatnak támpontot általános morális elvek, ezek ugyanis túl elvontak ahhoz, hogy meghatározhassák, hogy egy adott szituációban mi a teendő. Ugyanakkor azonban mégis rendelkezésünkre áll egy módszer ahhoz, hogy megítéljük a képet, ez pedig a jóhiszeműség illetve rosszhiszeműség kritériumának alkalmazása.
Sartre nem határoz meg semmilyen általános értelemben vett morális alapelvet, ugyanakkor hangsúlyozza, hogy a cselekvés egyedül akkor lehet következetes, ha az ember a szabadsága maximális kihasználására törekszik. Ez a törekvés azt jelenti, hogy el kell tudnia választani a fakticitás és a transzcendencia birodalmát, vagyis az eleve-adott, nem változtatható, és a megváltoztatható elemeket. A "rosszhiszeműség" (mauvaise foi) sartre-i fogalma arra vonatkozik, ha valaki nem akarja vagy nem képes megtenni ezt a lépést; Sartre többnyire az olyan emberre utal vele, aki nem képes vállalni a teljes szabadság felelősségét, és arra hivatkozik, hogy a cselekedeteit külső vagy belső okok determinálják. A rosszhiszemű egyén nem veszi a fáradságot, hogy kialakítsa saját, önálló személyiségét, hanem ráhagyatkozik a társadalom által felkínált szerepekre, viselkedési mintákra.
A rosszhiszemű ember viselkedése mögött egy metafizikai magatartás áll: az a tény, hogy az emberek a világról alkotott nézeteiket nem különböztetik meg a világ valódi állapotától. Ezek az emberek csak úgy benne élnek a világban, és viselkedésük azt sugallja, hogy elfogadják a világot ahogyan azt mások megmagyarázták nekik.
A jóhiszeműség fontos nézőpontja, hogy – az interszubjektivitás már említett jelensége miatt – az ember a saját szabadsága mellett a többiek szabadságát is érzékeli, akik korlátozzák az ő szabadságát, és akik nem cselekedhetnek anélkül, hogy az magát az egyént ne érintené valamilyen módon, akár előnyösen, akár hátrányosan. Emiatt állítja azt Sartre, hogy az ember csak abban az esetben akarhatja következetes módon a szabadságot, hogyha egyúttal mások szabadságát is elfogadja.
A jóhiszeműség megvalósításához azonban annyi dologra kell odafigyelnünk (a fakticitás és a transzcendencia arányára, a saját magunkról alkotott képre és a mások által rólunk alkotott képre, a különféle választások, kötelezettségek vagy vágyak formájában megjelenő lehetőségekre), amit már lehetetlen összhangba hoznunk. Így a jóhiszeműség csak afféle ideál marad, amit szem előtt tarthatunk, de nem valósíthatunk meg százszázalékosan.

### Sartre drámái
Sartre drámáinak többségében kiemelt jelentőséget kapnak a döntéshelyzetek, valamint a választás és a felelősség kérdése.
Bariona (avagy színjáték a fájdalomról és a reményről, a Karácsony misztériuma), (Bariona, 1940)
A darabot Sartre 1940 karácsonyára írta a Stalag 12/D náci fogolytáborban. Az első, nem teljes szöveg 1962-ben jelent meg, a már teljes kiadás 2005-ben a Gallimard Kiadónál, Párizsban. Azóta németül, angolul, olaszul és spanyolul is megjelent. A spanyol kiadás különleges értéke a szerkesztő – José Ángel Agejas professzor előszava. Innen idézzük a következőket: "A történet lényege azonban a zelóta kétségbeesése, aki semmiféle kiutat nem lát a rómaiak elnyomása alól. A körülmények és az erőviszonyok egyenlőtlensége miatt az ellenállás egyetlen lehetséges formáját abban látja, ha a «halál falujává» változtatja a települést, ha eléri, hogy ne szülessen több gyermek, s miután a kihal a nép, a hódítók immár ne tudjanak kit elnyomni. Felesége Sára, ezután mondja el neki a hírt, áldott állapotban van. A férfi azt akarja, hogy Sára vetesse el a gyereket, de az asszony ebbe nem egyezik bele; a betlehemi gyermek az a végső fény, amely Sára döntésének értelmét és értékét sugározza, s ez az, ami egy új értelmet hordozó eseményként végső soron Barionát is kétségbeesett tervének megváltoztatására kényszeríti. Röviden ennyi a megkapó történet". (A darab az összes ismert eredeti szöveg felhasználásával Szalay Mátyás filozófus fordításában 2013-ban jelent meg a L'Harmattan Kiadónál.)
A legyek (Les mouches, 1943) című dráma egy ógörög mítosz feldolgozása, azzal a különbséggel, hogy míg a legenda eredeti változata szerint Oresztészt az Atreidákra kimondott átok kényszeríti arra, hogy megbosszulja saját apja meggyilkolását (és utána megőrüljön), addig Sartre művében a bosszúállás Oresztész saját elhatározásából történik. Ő döntötte el, hogy kövesse-e előzetesen meghatározott végzetét, tehát így az Erinniszeknek sem volt hatalma felette. Tette végrehajtásával Oresztész ráeszmél arra, hogy szabad, és az istenek – bár fenyegethetik – nem befolyásolhatják döntését. Oresztész mindvégig kitart a választása mellett, s így megalkotva saját magát, szabaddá válik – még ha ezért száműzetés is az osztályrésze.
Sartre talán leghíresebb drámája, a Zárt tárgyalás (Huis clos, 1944) a pokolban játszódik – itt azonban kénköves üstök helyett mindössze egy
empire-stílusú szoba várja az érkezőket: három embert, akik az örökkévalóságig össze vannak zárva. Ebben a drámában hangzik el Sartre híres aforizmája, miszerint "a pokol az a másik ember". Ez a dráma a Másik, és az állandó megfigyelés alatti létezés problematikáját boncolgatja.
Az Ördög és a Jóisten (Le bon Dieu et le Diable, 1950) szintén a választás és a felelősség problémáját járja körül. Ez a dráma azonban, összhangban Sartre gondolkodói fejlődésével, e kérdéseket már a közösségen belül és a közösségért való cselekvés kontextusában veti fel. Götz, a zsoldosok kapitánya, Heinrich, a szegények papja, és Nasty, a lázadók vezére a német parasztháború forgatagában egyaránt igyekeznek megtalálni a szituációhoz leginkább illő döntéseket, tehát a cselekvés szükséges és igaz módját, ami a Jót, a jó ügyet szolgálja. Egyedül Götz mer szembenézni azzal, hogy nincs Rossz és Jó. Isten nem létezik, semmilyen támpontot nem képes adni döntéseink meghozatalához, és így a felelősség is teljesen az ember vállán nyugszik. És ha Isten nincs, csak az emberek ítélhetnek az ember felett – és ez az, amit Heinrich képtelen elfogadni.

### Sartre az irodalomról
A Mi az irodalom? (Qu'est-ce que la littérature?, 1947) Sartre legismertebb irodalomelméleti műve. A mű kétfajta alkotástípust különböztet meg. Az első típus – Sartre ide sorolja a képzőművészet különféle típusait, de sok szerzővel ellentétben a költészetet is – teremt, dolgokat hoz létre. A másik típust a prózaírás alkotja, amely azonban nem teremt, hanem elbeszél – így ugyanazok a törvények alkalmazhatók rá, mint a cselekvés többi válfajára. Az író mindig egy szituációban tevékenykedik, és irodalmi tevékenységével a világot valamilyenként ábrázolja, ezzel szembesülésre, felelősségvállalásra késztet, továbbá a világ megváltoztatására hív fel. Ezért, állítja Sartre, nem beszélhetünk önmagáért való alkotásról, hiszen voltaképpen minden irodalom elkötelezett irodalom (litterature engagée). Az író feladata az, hogy felelősen és tudatosan vállalja küldetését. Sartre irodalomfelfogásának másik kulcsfontosságú eleme, hogy az író csupán részlegesen valósítja meg az alkotási folyamatot; a mű befejezéséhez az olvasó aktív közreműködése is szükséges.
Sartre az irodalomelméleten kívül irodalomkritikával és életrajzírással is foglalkozott. 1946-tól 1955-ig számos életrajzi tanulmányt írt, amelyek közül a legfontosabb a Saint Genet, comédien et martyr (1952).

### Sartre közösségi fordulata
Simone de Beauvoir emlékiratai szerint Sartre a második világháborút követően érték- és világszeméleti válságba került. Sartre kénytelen volt újravizsgálni ifjúkori álmát, hogy nagy író legyen. Az írói hivatás szilárd értékek létezését feltételezi, valamint folyamatosságot a megelőző és a későbbi korok között. A háború azonban ezeket az értékeket szétrombolta. Sartre belátta, hogy nem az abszolútumban él, hanem egy átmeneti korszakban; arra is ráébredt, hogy egy ember számára a (politikai) cselekvés is lényeges dolog. Baloldali értékrendjét követve, Sartre – Beauvoir emlékei szerint – úgy látta, hogy a szocializmus az emberiség egyetlen menekvését jelenti, és egyúttal saját személyiségének kiteljesítését is.
Ezért aztán Sartre már a második világháború alatt szoros együttműködést alakított ki a kommunistákkal. Eredeti célkitűzése az volt, hogy amolyan társutas értelmiségiként működik velük együtt, és mintegy bírálva támogatja törekvéseiket. Ez a törekvése azonban a hidegháború élesedése miatt egyre inkább lehetetlenné vált, és Sartre csakhamar nyílt állásfoglalásra kényszerült: Ahogyan a kommunistákat egyre hevesebb támadások érték, Sartre is kénytelen volt állást foglalni. Végül az (1952 és 1954 között íródott) A kommunisták és a béke c. cikksorozatában egyértelműen kiáll a kommunista párt mellett, olyannyira, hogy álláspontját Merleau-Ponty 1955-ben írt könyvében egyenesen „ultrabolseviknak” bélyegzi.
Ez a folyamat Sartre világnézetében is jelentős változásokat hozott: az egyén önmegvalósítása helyett egyre inkább a közösség és az egyén viszonya, a közösség szervezeti formái kerülnek előtérbe.

### A második összegzés: A dialektikus ész kritikája
Sartre 1946-ban írott Materializmus és forradalom című művében még a forradalmi szubjektivizmus nézőpontján állt, azt állítva, hogy a történelmi materializmus önmagában nem képes megmagyarázni azt a jelenséget, ahogyan az ember a fennálló rendet egy jövőbeni rend fényében tagadja. Az ötvenes évek elején azonban fokozatosan feladta a forradalmi szubjektivizmus álláspontját, és elfogadta a történelmi materializmus alaptételeit. A dialektikus ész kritikája megírása idején Sartre újraolvasta Hegel és Marx műveit, és ezután filozófiájába foglalta a dialektikát és a történelmi materializmust. E monumentális műnek csak az első kötete jelent meg, a második csak kéziratban érhető el.
Sartre második filozófiai szintézisének a középpontjában a történelem áll. E művének fő kérdésfeltevései 1) a dialektika határainak, érvényességének kijelölése, 2) a történelemben létrejövő emberi együttesek formális struktúráinak, egymásba való átalakulásainak vizsgálata 3) a történelemtudományok filozófiai-módszertani alapjainak lefektetése 4) a történelmi szellemben működő humán tudományok alapjainak megvetése.
A dialektikus ész kritikája (Critique de la raison dialectique, 1960) című munkájában a dialektikát az emberi világ sajátosságának tartja (szemben Hegel vagy Engels filozófiájával), és a praxis fogalmához köti. Ebben a művében Sartre az embert olyan lényként határozza meg, amelynek szükségletei vannak (hiánylény), és amely ezen szükségletek kielégítése céljából folyamatos interakcióban áll a természettel. Ezt az ember és a természet közötti anyagcserét nevezi Sartre praxisnak Ez a viszony azonban ellentmondásos, mert míg az ember a természetben találja meg a létét, ugyanakkor a természet állandó veszélyforrást is jelent számára.
Sartre ebben a művében a történelmet mint totalizációs jelenséget vizsgálja. A totalizáció Sartre terminológiájában egy szerves egészre (totalitás) utal, amely azonban állandó fejlődésben van, és újraszervezi önmagát. Hasonlóképpen, az ember is – mint gyakorlati cselekvő – egy önmagát és környezetét állandóan újraszervező egység, melynek a tetteit a jövő folyamatában lehet megérteni. A folyamatban lévő totalizációt először az egyéni praxisban kell megtalálni, majd innen kell eljutni a különböző emberi közösségekhez.
Sartre szerint az embernek a többi emberhez való viszonyát az anyaggal való viszony alapozza meg. Ennek alapja a kölcsönösség, mely szerint elismerjük a Másikat egyrészt mint szubjektumot és szabad praxist, másrészt mint eszközt olyan célok elérésére, amelyhez a cselekvő maga is eszköz. Ilyen például a csere folyamata. Az emberi együttlét egy másik meghatározó eleme azonban a szűkösség fogalma. Az emberi történelem, állítja Sartre, harc a szűkösség ellen. A szűkösség teszi az emberi történelmet embertelenné, és teszi lehetetlenné a csoportok együttélését; ezért van az, hogy az ember a más csoportba tartozó embereket nem emberként, hanem ellen-emberként fogja fel. A praxis ugyanakkor az emberre vissza is hat, akár pusztító erő formájában is.
A mű második részében Sartre kétféle emberi csoportosulást különböztet meg; az egyik a széria, amely a magány egyfajta pluralitása, a másik pedig a csoport, amely egy közös veszély, meghatározott anyagi körülmények kényszerítése hatására, közösséggé teszi magát, és közös célért folytat küzdelmet. A csoport mindig a szériából születik: ezt Sartre a nagy francia forradalom eseményeinek elemzésével vezeti le. A csoport csoporttá válását ún. regulatív harmadikok vezérlik. A csoport alakulásának döntő eleme, hogy a csoport mindenképpen biztosítani akarja magát attól, hogy vissza ne zuhanjon a széria állapotába. Ennek érdekében a csoport kényszerítést alkalmaz saját tagjaival szemben – ez az eskü intézményében nyilvánul meg, amelynek során minden egyén azt kéri, hogy semmisítsék meg, ha kilép a csoportból. Ezáltal a csoport bebiztosítja magát a széthullás ellen. Így születik meg
a közös individuum, vagy közegyén. A következő lépcsőfok a testvériség kialakulása, amelynél az árulót már nem utasítják ki a csoportból, hanem a csoport megsemmisíti. Sartre szerint a csoport, vagyis a közegyének viselkedése azért ilyen brutális, mert a Másik is része a csoportnak, mint Mássá vált önmaga.
A csoportban a testvériség-terror viszony következtében létrejön a jog és a törvényhozás; ezáltal a csoport szervezetté válik, amelyben a közegyének funkciót töltenek be. A funkció jog és kötelesség egybeesése; azt határozza meg, hogy bizonyos egyén a Másikkal meghatározott kapcsolatokra sohasem léphet. Itt azonban már nem fenyeget az elidegenülés veszélye, mert a funkciók meghatározzák a szabad cselekvés terepeit. Sartre ugyanakkor fontosnak tartja hangsúlyozni, hogy a csoport nem tekinthető organikus egységnek, amely a kontingenciát és a máslétet kizárva teremteni képes magát, hanem mindvégig totalizáció marad. A csoport állandó küzdelmet folytat annak érdekében, hogy totalitássá váljon, ez áll amögött is, hogy intézménnyé alakul. Ezáltal azonban szervetlenné merevíti magát, és még közelebb kerül a szériához – a funkció ugyanis önmagáért tételeződik, és így hozza létre az őt örökletessé tévő egyéneket. Az egyének megváltoztathatatlannak látják az intézményt (mert saját praxisuk nem tudja megváltoztatni), egymáshoz pedig bizalmatlanná
válnak. A félelem tárgya itt az, hogy az egyén frakciót alakít a csoporton belül. A csoport akkor válik intézménnyé, ha a másság veszélyétől tartva nem tudja anélkül megváltoztatni a gyakorlatot, hogy föl ne forgatná magát. A csoport degradációjának legalsó foka a bürokrácia, amelynek jellemzői 1) az alatta levő sokaság külső kondicionálása, 2) a sorozatiságot megteremtő, ill. az azáltal
létrehozott bizalmatlanság és terror az egyenrangúakkal, 3) az egyén megsemmisítése a felső szerv előtt. Ebből az állapotból csak egy új csoport létrehozásával lehet kiutat találni.

## Sartre mint közéleti személyiség
1964-ben Sartre a neki ítélt irodalmi Nobel-díjat visszautasította, mondván "burzsoá díj, amelyet burzsoák osztanak", valamint: "Egy író nem engedheti meg, hogy intézményt csináljanak belőle, még akkor sem, ha ez a legmegtisztelőbb formában történik." Az egyszerű körülmények között élő filozófus és irodalmár az intellektuális embert úgy tisztelte, mint kora erkölcsi lelkiismeretét. Az értelmiségi osztály feladatául tűzte ki nemcsak a politikai és társadalmi helyzetek megfigyelését, hanem azt is, hogy amennyiben szükség van rá, szabadon szólalhassanak fel lelkiismeretük szava szerint.

## Művei franciául
- La Nausée (1938)
- Le Mur (1939) nouvelles (Le mur, La chambre, Érostrate, Intimité, L'enfance d'un chef)
- Les chemins de la liberté (1945)
- Les Mouches (1943)
- Huis clos (1944)
- La Putain respectueuse (1946)
- Morts sans sépulture (1946)
- Les Mains sales (1948)
- Le Diable et le Bon Dieu (1951)
- Nekrassov (1955)
- Les Séquestrés d'Altona (1959)
- Les Mots (1963-1964)
- Réflexions sur la question juive (1946)
- Saint Genet, comédien et martyr (1952)
- L'Idiot de la famille (1971-1972)
- Qu'est-ce que la littérature?
- L'imagination (1936)
- La Transcendance de l'Ego (1937)
- L'Être et le Néant "essai d'ontologie phénoménologique" (1943)
- L'existentialisme est un humanisme (1945)
- Critique de la raison dialectique I : Théorie des ensembles pratiques
- Critique de la raison dialectique II : L'intelligibilité de l'histoire (1985)

## Művei magyarul

### 1989-ig
- A tisztességtudó utcalány; fordította: Benedek András; Káldor, Budapest, 1947 (Renaissance miniatűrök)
- Exisztencializmus; tan.: Mátrai László; fordította: Csatlós János; Stúdió, Budapest, 1947 (reprint: Hatágú Síp Alapítvány, Budapest, 1991)
- Vádirat az antiszemitizmus ellen; fordította: H. Perci Éva; Káldor, Budapest, 1947
- Férfikor (regény); fordította: F. Rácz Kálmán; Káldor, Budapest, 1948
- Főbelövendők klubja (vígjáték); fordította: Hubay Miklós; Magvető, Budapest, 1955
- Budapest után Sartre újra szól (röplap), 1956. november 9. (Online elérés: http://mek.oszk.hu/04000/04056/html/roplap/roplap1956_0032.html)
- A szoba, Inː Mai francia elbeszélők; Európa, Budapest, 1958
- Egy vezér gyermekkora / A fal (elbeszélések); fordította: Justus Pál, utószó: Nagy Péter; Európa, Budapest, 1959 (Modern könyvtár)
- Az ördög és a jóisten (dráma); fordította és az utószót írta: Bajomi Lázár Endre; Európa, Budapest, 1963 (Modern könyvtár)
- Gondolatok az irodalomról; Inː Nagyvilág, 1964/12.
- A szavak; fordította: Justus Pál; Európa, Budapest, 1964 (Modern könyvtár)
- Szemelvények a mai burzsoá filozófiából 1.; szöveg: Jean-Paul Sartre, Martin Heidegger, Karl Jaspers; sine nomine, Budapest, 1965
- A párbeszéd már nem lehetséges, In: Magvető, 1966/2. – Vietnam; Magvető, Budapest, 1966
- A szavak és más elbeszélések; fordította: Justus Pál; Irodalmi Kiadó, Bukarest, 1967 (Horizont)
- Az undor (regény); fordította: Réz Pál, bevezető: Mészáros Vilma; Magvető, Budapest, 1968 (Világkönyvtár)
- Drámák, 1-2.; fordította: Bajomi Lázár Endre et al., utószó: Bajomi Lázár Endre; Európa, Budapest, 1968 (drámák: A legyek, Zárt tárgyalás, Temetetlen holtak, A tisztességtudó utcalány, Az Ördög és a Jóisten, Főbelövendők Klubja, Az altonai foglyok)
- Mi az irodalom?; válogatta: Dobossy László, fordították: Nagy Géza, Vigh Árpád, utószó: Tordai Zádor; Gondolat, Budapest, 1969
- Egy vezér gyermekkora, Inː A test ördöge – Huszadik századi francia kisregények; Európa, Budapest, 1970
- Módszer, történelem, egyén – Válogatás Jean-Paul Sartre filozófiai írásaiból; válogatta: Tordai Zádor, előszó: Köpeczi Béla, fordította és jegyzetekkel ellátta: Nagy Géza; Gondolat, Budapest, 1976 (Gondolkodók)
- Egy vezér gyermekkora / A fal / A szavak; Európa, Budapest, 1982
- Másutt (elbeszélés), In: Nagyvilág, 1982/11.
- Szerelmes levelek, In: Mozgó Világ, 1983/12.
- Velence foglya – Tintoretto; fordította: Klimó Ágnes; Helikon, Budapest, 1984
- Freud (forgatókönyvrészlet, a kötetkiadástól eltérő változat), In: Nagyvilág, 1984/10.
- Egy vezér gyermekkora / A fal; Szépirodalmi Könyvkiadó, Budapest, 1986
- Freud; fordította: Ádám Péter; Magvető, Budapest, 1987 (Világkönyvtár)
- Kean, a színész (Alexandre Dumas drámájának átdolgozása); fordította: Mészöly Dezső; Európa, Budapest, 1989

### 1990–
- Vádirat az antiszemitizmus ellen, Inː Kritika, 1990/4.
- Vádirat az antiszemitizmus ellen; fordította: H. Perci Éva; Cserépfalvi, Budapest, 1991
- A szabadságról; bevezető: Fehér M. István, fordították: Détshy Mihály, Albert Sándor; Kossuth, Budapest, 1992
- Az Ego transzcendenciája – Egy fenomenológiai leírás vázlata; fordította: Sándor Péter, a bevezetőt és a jegyzeteket írta: Sylvie Le Bon, utószó: Dékány András; Latin Betűk, Debrecen, 1996
- Az undor (regények és elbeszélések); Európa, Budapest, 2001
- Elmélkedések a zsidókérdésről; fordította: H. Perci Éva; Göncöl, Budapest, 2002
- A lét és a semmi – Egy fenomenológiai ontológia vázlata; fordította: Seregi Tamás; L'Harmattan–SZTE Filozófia Tanszék, Budapest–Szeged, 2006 (Rezonőr)
- Bariona, avagy Színjáték a fájdalomról és a reményről; fordította: Szalay Mátyás; L'Harmattan, Budapest, 2013 (Repertoár)

## Fordítás
- Ez a szócikk részben vagy egészben  a   Jean-Paul Sartre című angol Wikipédia-szócikk fordításán alapul.  Az eredeti cikk szerkesztőit annak laptörténete sorolja fel. Ez a jelzés csupán a megfogalmazás eredetét és a szerzői jogokat jelzi, nem szolgál a cikkben szereplő információk forrásmegjelöléseként.